# Nicholas Negroponte
Nicholas Negroponte (New York, 1 december 1943) is een Amerikaanse architect en technoloog, vooral bekend als oprichter van het Media Lab van het Massachusetts Institute of Technology (MIT) en initiatiefnemer van het One Laptop Per Child (OLPC)-project.

## Jeugd
Negroponte is de zoon van een Griekse scheepsmagnaat en groeide op in Upper East Side van de stad New York.
Hij bezocht Buckley School in New York, Institut Le Rosey in Zwitserland en The Choate School (nu Choate Rosemary Hall) in Wallingford (Connecticut), waar hij in 1961 eindexamen deed. Vervolgens studeerde hij aan de School of Architecture van MIT, waar zijn onderzoek gericht was op computer-aided design. Daar behaalde hij zijn master in architectuur in 1966.

## Carrière
Negroponte geeft sinds 1966 les aan MIT. In de jaren daarna gaf hij tevens gastcolleges aan Yale, de University of Michigan en de University of California, Berkeley. In 1967 richtte hij de Architecture Machine Group van MIT op, een combinatie van lab en denktank waar nieuwe benaderingen van mens-computerinteractie werden bestudeerd. Negroponte was in 1984 een van de sprekers op de allereerste TED-conferentie in Monterey, Californië. In 1985 richtte hij samen met Jerome B. Wiesner het Media Lab van MIT op, waarvan hij vervolgens tot 2000 directeur was. Negroponte is tegenwoordig nog steeds hoogleraar bij MIT.
In 1992 was Negroponte de eerste investeerder in het tijdschrift Wired. Van 1993 tot 1998 schreef hij een maandelijkse column voor het blad. Veel van de ideeën uit zijn columns werkte hij uit in boekvorm, in de bestseller Being Digital (1995). Het boek werd vertaald in meer dan 40 talen.
In 2000 trad Negroponte terug als directeur van het Media Lab, maar bleef directeur van het laboratorium. In 2006 trad Negroponte eveneens terug als directer van het lab, om zich sterker te kunnen richten op het One Laptop Per Child-project, dat hij op MIT samen met andere faculteitmedewerkers had opgezet. Het programma heeft tot doel goedkope, speciaal ontworpen laptops beschikbaar te stellen aan kinderen in ontwikkelinglanden. In januari 2005 kondigde hij het project aan op het World Economic Forum en in november 2005 presenteerde hij, samen met Kofi Anan, een prototype op de "World Summit on the Information Society". Negroponte: "One laptop per child: Children are your most precious resource, and they can do a lot of self-learning and peer-to-peer teaching. Bingo. End of story." Hij heeft aangegeven zich hier voor de rest van zijn leven voor te willen inzetten. Eind 2011 waren er 2,3 miljoen laptops verscheept naar ca. 45 landen.
Negroponte heeft als angel investor de laatste 30 jaar in ruim 40 startende bedrijfjes geïnvesteerd, waaronder Zagats, Ambient Devices, Skype, en Velti. Hij zit in diverse besturen, waaronder Motorola en Velti. Sinds augustus 2007 zit hij in een vijfkoppige speciale commissie die waakt over de journalistieke en redactionele integriteit en onafhankelijkheid van het Wall Street Journal en andere publicaties van Dow Jones & Company.